# Escuela Municipal de Artes y Oficios de Vigo
La Escuela Municipal de Artes y Oficios de Vigo (EMAO), también conocida como Universidad Popular, es un organismo autónomo dependiente del Ayuntamiento de Vigo, dedicado a la formación gratuita de oficios artísticos.

## Historia
La escuela fue fundada en 1885 por la Sociedad de Socorros Mutuos La Cooperativa, por iniciativa de su residente de honor y exministro Eduardo Chao, fue inaugurada el 26 de setiembre de 1886. Su objetivo era el de facilitar la educación de mujeres, obreros y otros colectivos que tenían difícil acceso la educación elemental. En 1888, con el fin de facilitar la financiación del centro, se entregó la titularidad de la escuela al ayuntamiento vigués.
En 1890 (en 1897 según otras fuentes), José García Barbón encargó al arquitecto Michel Pacewicz el diseño de un edificio que albergara la escuela, que se inauguró en 1900. El edificio posteriormente fue donado a la ciudad con la condición de que las enseñanzas  impartidas fuesen gratuitas y que el ayuntamiento de la ciudad gestionase el edificio. También donó una biblioteca de 5 000 volúmenes que se situó en el edificio.
En los primeros años la formación impartida incluía aritmética, geometría, dibujo lineal y artístico, estereotomía y música para los hombres; para las mujeres las materias eran caligrafía, aritmética y corte y confección.
Hasta el franquismo la institución continuó con su filosofía, pero posteriormente adoptó en su programa las enseñanzas regladas, y más adelante amplió su oferta a nuevas expresiones artísticas y a nuevas necesidades formativas.
A partir de los años 70 la escuela pasó a llamarse Universidad Popular de Vigo, siguiendo modelos del momento, pero en el año 2003 recuperó su denominación original, lo que le obligó a adaptar en su currículum oficial las directrices de este tipo de centros. Desde 1998 hasta 2002 el edificio fue cerrado por reformas, y sus aulas fueron trasladadas, sin que se interrumpieran las actividades.

## Currículum formativo
Actualmente, dentro de las enseñanzas reguladas y homologadas oficialmente están los ciclos superiores de cerámica artística, encuadernación artística, grabado, técnicas de estampación y serigrafía. Dentro de las enseñanzas reguladas, pero no homologadas con título oficial, se imparten con un plan idéntico los ciclos formativos de construcción artesanal de instrumentos musicales, con las especialidades de zanfona, gaita y luthería antigua.
Fuera de las enseñanzas profesionales se imparten aulas de pintura, dibujo, escultura y talla, moda, artes gráficas, o encaje de palillos. La institución también intenta impartir cursos relacionados con oficios tradicionales gallegos, y cursos intensivos relacionados con la filosofía del centro.

## Enseñanza musical
Los estudios musicales tienen gran importancia dentro del currículum del centro. En 1996 nace el Conservatorio de Música tradicional, dirigido por Rodrigo Romaní. Dentro de este conservatorio se incluyen cursos de interpretación musical, construcción de instrumentos o tecnologías aplicadas a la música. En el año 2008 el conservatorio se pasa a llamar e-Trad (Escuela Municipal de Música Folk y Tradicional de Vigo), que engloba toda la propuesta educativa sobre música tradicional.
En la escuela también aparecieron otras iniciativas importantes. En 1984 nació la Banda de Gaitas Xarabal, que integra en su formación un gran número de instrumentos, en respuesta a la variedad formativa del centro. El Grupo Didáctico de Instrumentos Musicales Populares Gallegos también nació en el seno de la institución. Dicho grupo organiza conciertos didácticos y tiene editado un disco con la misma intención divulgativa.
En el año 2001 aparece también dentro del seno de la escuela la orquesta de folk contemporáneo Sondeseu.